# Arrhamphus sclerolepis
Arrhamphus sclerolepis – gatunek ryby z rodziny półdziobcowatych (Hemiramphidae), jedyny przedstawiciel rodzaju Arrhamphus.